# Afro-Européens
Les Afro-Européens dits aussi Afropéens ou Européens noirs sont les Européens d'ascendance africaine subsaharienne ou, dans une acception moins commune, des personnes nées de parents dont l'un est européen et l'autre africain.

## Acception linguistique
En linguistique, il sert à qualifier une langue créole dont la langue « lexificatrice », est soit le français, soit l'anglais, soit le néerlandais, soit l'espagnol, soit le portugais,, et dont les autres langues qui ont concouru à la formation de son vocabulaire sont soit d'autres langues de ce même groupe, soit une ou plusieurs langues parlées en Afrique. Certaines de ces langues possèdent une histoire qui s'étend sur un demi-millénaire et sont parfois pratiquées par des locuteurs qui ne résident pas en Europe.

## Définition
Selon l'universitaire Maboula Soumahoro, être afropéen ou afropéenne qualifie le fait d'être noir en étant né ou en ayant été élevé en Europe. Si on peut retrouver le terme dès 1993 avec l'album musical Adventure in Afropea du groupe de musique belge Zap Mama, aux origines zaïroises, puis en 2003 dans un article du New York Times à propos du duo musical français les Nubians qu'il qualifie de groupe représentatif de la « scène musicale afropéenne qui fleurit en France », sa popularisation date de la fin des années 2000 par les écrits de la romancière franco-camerounaise Léonora Miano avec ses ouvrages Afropean Soul et autres nouvelles (Flammarion 2008) ou Blues pour Élise : séquence afropéenne (Plon 2010). Le terme est repris par la metteure en scène franco-ivoirienne Eva Doumbia dont le travail théâtral creuse cette identité multiple entre la France et l’Afrique de l’Ouest dans son spectacle Afropéennes, créé en 2012 à partir de Blues pour Élise, démarche prolongée en 2016 avec le festival Massilia Afropéa.
Dans la sphère anglophone, l'écrivain, photographe et présentateur de télévision britannique Johny Pitts a lancé en 2010 la page Facebook Afropean Culture puis en 2014, le site Afropean.com, partage d’expériences et de réflexions autour du concept d’afropéanité. Selon lui, afropéen « correspond à toute personne tentant d’articuler son identité relative à une expérience noire et blanche en Europe. C’est pour cela que j’aime ce terme. Il ne contient pas un tiret comme lorsque deux choses se contredisent, juxtaposées l’une à côté de l’autre comme « mixed-race » ou « afro-européen ». Afropéen représente des personnes qui ont une culture solide enracinée dans plusieurs ». Il fait siens les propos de l'écrivain franco-libanais Amin Maalouf dans Les identités meurtrières (Grasset, 1998) « Ils ont pour vocation d’être des traits d’union, des passerelles, des médiateurs entre les diverses communautés, les diverses cultures. Et c’est justement pour cela que leur dilemme est lourd de signification : si ces personnes elles-mêmes ne peuvent assumer leurs appartenances multiples, si elles sont constamment mises en demeure de choisir leur camp, sommées de réintégrer les rangs de leur tribu, alors nous sommes en droit de nous inquiéter sur le fonctionnement du monde ».
Le néologisme afropéen s'est diffusé avec la revendication des Noirs vivant en Europe d'être vus comme Européens ou d'une ou plusieurs des nationalités d'Europe — et non comme immigrés — dans un « ensemble de considérations et de revendications postcoloniales, comme la lutte contre le racisme et la stigmatisation de l’étrangeté noire africaine ». Il est prisé des militants des associations et des mouvements qui militent en faveur de l'égalité des chances des personnes métissées noires et métis mulâtres originaires des DOM-TOM et d'Europe.
Le terme est concurrencé par d'autres termes « afrodescendant » ou « afrodescendante »,. Cette notion est employée par des populations de la diaspora noire se reconnaissant héritières d’un passé lié à l’esclavage et à la traite négrière.
L'identité afropéenne est aussi issue d'un vécu mêlant simultanément africanité et européanité. Ainsi la chanteuse gabonaise Wendy revendique dans ses textes et albums en solo son afropéanité et sa double appartenance française et gabonaise dans le titre « Best of Both sides » :

« I know where I come from, today I know just who to be. 

I’m a part of that surprising Europe, an African soul in Europe.

Guess who’s back ? Wonda Wendy sur un nouveau push up track.

Il est temps d’exprimer le meilleur de moi-même :

mes racines africaines et ma banlieue parisienne. […]

L’Europe : le progrès, l’individualisme ;

L’Afrique : le respect et son réalisme.

Let me, let me take the best of both sides, best of both sides »

Pour l'anthropologue Alice Aterianus-Owanga, Wendy définit l'afropéanité "dans une contraction de l’idéologie du métissage et de la rhétorique de la race ou des communautés qu’elle réunirait" lorsqu'elle déclare : « J’ai fait la thèse et l’antithèse, je fais la synthèse, et j’ai compris que je peux pas être Gabonaise à 100 %, c’est impossible, et je peux pas être Française à 100 %, c’est impossible. Par contre je suis les deux. Alors maintenant on va créer une nouvelle race, moi j’appelle ça les Afropéens, et on est de plus en plus nombreux. Et il faut qu’on s’assume en tant que tels parce qu’on n’est pas accueillis les bras ouverts quand on vient en Afrique, mais on l’est encore moins quand on est en Occident. Sauf qu’on a une partie de chaque en nous, et le vrai problème, c’est quand on ne le sait pas, qu’on veut choisir un camp, alors que fondamentalement, on est une partie des deux ». De même, le chanteur congolais Fredy Massamba estime « J'ai la chance de pouvoir voyager en Afrique 5 à 6 fois par an, de parcourir le continent de long en large, de croiser des artistes, d’écouter et découvrir de très nombreuses choses. Être en Europe, c'est un atout majeur. J'ai ainsi la chance de mixer mes influences avec celles rencontrées en Europe et pour moi c'est très important. Je me considère aujourd'hui comme un vrai afropéen. Ma musique c'est cela aussi ».
Un mot-valise populaire ne s'est pas établi pour les Asiatiques bien que le vécu motivant la création d'afropéen soit semblable pour les Asiatiques de France et d'Europe[source insuffisante].

## Afropéens et Afro-Américains
Le concept d'« Afro-Européens » est formé sur le modèle du terme Afro-Américains.
Pour Pascal Blanchard, historien et chercheur au CNRS, la diversité sociale, historique et d'origine des Noirs en France entraîne que « rien ne fait des populations noires un « tout » identitaire cohérent. Les vécus, les cultures, les langues, les parcours sont tous différents. Seul le regard de la société majoritaire, a minima, comme aux États-Unis peut donner un sentiment « d’unité » et encore… ce vécu n’est pas pour tous le même. C’est comme les discriminations communes, qui ne fabriquent pas pour autant une identité commune », leurs aspirations étant semblables aux autres personnes vivant en France, si ce n'est que « les populations Afro-Antillaises sont demandeuses d’une reconnaissance plus explicite de l’histoire coloniale et de celle de l’esclavage, car celles-ci restent minorées dans l’espace public et dans les domaines de l’éducation et de la culture ».

## Afro-Européens célèbres

### Historiques
- Juan Latino (1518c-1594c)
- Abraham Hannibal (en russe : Абра́м Петро́вич Ганниба́л), né en 1696, mort le 14 mai 1781, est supposé avoir été le fils du prince Brouha de Logone, près du lac Tchad. Emmené en tant qu'esclave ou otage à la cour du sultan de Constantinople, puis à la cour de Russie par l'ambassadeur Savva Vladislavitch, il devint l'un des favoris de Pierre le Grand et une personnalité de la noblesse russe. Il est l'arrière-grand-père maternel du poète russe Alexandre Pouchkine.
- Anton Wilhelm Amo (1703c-1753) est un professeur et un philosophe allemand du XVIIIe siècle. Enlevé enfant au Ghana par des commerçants d'esclaves de la Compagnie néerlandaise des Indes orientales, il est offert au duc Anton Ulrich, duc de Brunswick-Wolfenbüttel, qui le traita comme un membre de sa famille. Il étudia à l'université d'Helmstedt de 1721 à 1727, puis à celle de Halle où il obtint une licence en droit, dont le mémoire était consacré aux droits des Noirs en Europe. Il devint docteur de l'université de Wittemberg en 1734 et fut nommé professeur de l'Université de Halle en 1736. Il devint titulaire d'une chaire de philosophie à l'université d'Iéna en 1740, et choisit en 1747 de finir sa vie au Ghana.
- Olaudah Equiano, né vers 1745 et décédé à Londres le 31 mars 1797, aussi connu sous le nom de Gustavus Vassa, fut un marchand maritime et un écrivain britannique d'origine africaine, qui vécut dans les colonies britanniques d'Amérique – les États-Unis d'Amérique d'après 1776 – et au Royaume-Uni. Il fut une figure influente de l'abolition de l'esclavage.
- Joseph Bologne de Saint-George, dit le « chevalier de Saint-George », né le 25 décembre 1745 à Baillif en Guadeloupe et mort le 10 juin 1799 à Paris, est un musicien et escrimeur français.
- Thomas Alexandre Dumas est un général de la Révolution française, né le 25 mars 1762 à Jérémie (Saint-Domingue, aujourd'hui Haïti) et mort le 26 février 1806 à Villers-Cotterêts. Mulâtre de Saint-Domingue, il est le premier général ayant des origines afro-antillaises de l'armée française. Il fit la campagne de Belgique, la guerre de Vendée, la guerre des Alpes, la campagne d'Italie, et la campagne d'Égypte. Il est le père de l’écrivain Alexandre Dumas et le grand-père de l’écrivain Alexandre Dumas fils.
- Alexandre Dumas est l'un des écrivains les plus emblématiques de la culture française, né le 24 juillet 1802 (5 thermidor an X) à Villers-Cotterêts (Aisne) et mort le 5 décembre 1870 à Puys, près de Dieppe (Seine-Maritime).
- Eugénie Éboué-Tell, née le 23 novembre 1891 à Cayenne et décédée le 20 novembre 1972 (à 80 ans) à Pontoise, épouse de Félix Éboué, fut conseillère municipale de Grand-Bourg, députée et sénatrice de la Guadeloupe.

### Contemporains (nés après 1900)
- Mario Balotelli, est un footballeur italien (d'origine ghanéenne), né 12 août 1990 à Palerme.
- Naomi Campbell, née le 22 mai 1970 à Londres, est un top model, une chanteuse et actrice britannique. Elle est d'origine jamaïcaine.
- Aimé Césaire, est un poète et homme politique martiniquais, né le 26 juin 1913 à Basse-Pointe et mort le 17 avril 2008 à Fort-de-France. Il fut l'un des fondateurs du mouvement littéraire de la négritude et un anticolonialiste résolu.
- Nelson Évora (né le 20 avril 1984 en Côte d'Ivoire) est un athlète portugais d'origine capverdienne, spécialiste du saut en longueur et du triple saut. Son club est le Benfica de Lisbonne. En 2007 lors des championnats du monde, il surprend en remportant la médaille d'or sur l'épreuve du triple saut grâce à un nouveau record national. Le 21 août 2008, il devient champion olympique du triple-saut aux Jeux olympiques de Pékin 2008.
- Koura Kaba Fantoni, est un athlète italien (originaire de la République démocratique du Congo).
- Cécile Kyenge est une médecine, militante et femme politique italienne née le 28 août 1964 à Kambove (République démocratique du Congo). Membre du Parti démocrate, elle est devenue ministre pour l'intégration et la jeunesse en mars 2013 en cadre du gouvernement Letta. Elle est la première ministre italienne d'origine africaine.
- Trevor McDonald (en), né le 16 août 1939 à San Fernando, officier de l'ordre de l'Empire britannique, est un journaliste, un présentateur et un producteur de télévision, un responsable d'institutions universitaires qui est devenu célèbre en présentant pendant sept ans, le journal News at Ten (les nouvelles de dix heures) (en) sur la chaîne de télévision ITV.
- Yannick Noah, né le 18 mai 1960 à Sedan dans les Ardennes, est un ancien joueur de tennis et actuellement un chanteur français ; il remporte les Internationaux de France de tennis en 1983. Au terme de sa carrière de joueur, il devient capitaine de l'équipe de France de Coupe Davis qu'il mène au succès en 1991 et 1996. Depuis 2002, il mène une carrière de chanteur populaire amorcée dès 1991 avec la chanson Saga Africa.
- Danièle Obono née le 12 juillet 1980 à Libreville au Gabon, est une bibliothécaire et femme politique française. Oratrice nationale de La France insoumise, elle est élue députée de la 17e circonscription de Paris lors des élections législatives de 2017.
- Teddy Riner, né le 7 avril 1989 aux Abymes en Guadeloupe est champion français multi-médaillé de Judo ; sacré champion olympique aux Jeux olympiques d'été de 2012.
- Harry Roselmack (né le 20 mars 1973 à Tours) est devenu le premier présentateur noir de journaux télévisés français.
- Sara Tavares (née à Lisbonne le 1er février 1978 est une interprète, compositrice et guitariste portugaise d'origine cap-verdienne. Ses parents sont originaires du Cap-Vert et elle a grandi au Portugal. Sa musique est une liaison entre ses racines cap-verdiennes, africaines, portugaises et bien plus encore.
- Guy Tirolien est un poète né le 13 février 1917 à Pointe-à-Pitre, et décédé le 8 février 1998 (à 80 ans) à Marie-Galante. Il participa, aux côtés de Léopold Sédar Senghor, Aimé Césaire, Léon-Gontran Damas, au mouvement littéraire de la Négritude et contribua à la fondation de la revue Présence africaine, publiée simultanément à Paris et à Dakar dès 1947. Il fut le représentant de l'ONU au Mali et au Gabon.

Dans de nombreux championnats de football européens, les joueurs noirs représenteraient jusqu’à 20 % de l'ensemble des joueurs. En revanche, parmi les entraîneurs et les dirigeants des grandes équipes professionnelles de football, les Noirs étaient jusqu’à récemment complètement absents. En 2000, Frank Rijkaard est devenu le premier Noir à entraîner une équipe nationale européenne en prenant la tête de l’équipe des Pays-Bas et a depuis brillamment poursuivi sa carrière d’entraîneur en Espagne. Récemment, le Sénégalais Pape Diouf est devenu directeur sportif de l’Olympique de Marseille. Paul Ince est devenu le premier dirigeant d’une équipe de football du championnat anglais en prenant la tête du Blackburn Rovers FC et aussi le premier joueur noir à avoir été capitaine de l’équipe d’Angleterre.[réf. souhaitée]

## Répartition
Les populations d’origine africaine se retrouvent principalement dans les pays suivants[Quand ?] :
| Pays        | Estimation                    | Description |
| ----------- | ----------------------------- | --- |
| France      | 3 à 5 millions                | Afrique subsaharienne seulement. 3 millions, estimation donnée par le Conseil représentatif des associations noires (les statistiques fondées sur l'origine ethnique sont interdites en France). Un quart des Français noirs ont des origines liées aux îles des Antilles.                                                                                   |
| Royaume-Uni | 2 millions                    | Estimé à 2 millions, d'Afrique et des Caraïbes. Voir aussi Communauté afro-caribéenne du Royaume-Uni. |
| Italie      | 1 million                     | Afrique subsaharienne seulement : Essentiellement des Nigérians et des Sénégalais (environ 100 000 ressortissants pour chacune de ces communautés) auxquelles s'ajoutes plusieurs dizaines de milliers de personnes originaires de Côte d'Ivoire, du Mali, de Gambie et du Ghana.                                                                            |
| Espagne     | 505 000 [citation nécessaire] | Afrique sub-saharienne seulement. Les origines de ces personnes se retrouvent principalement au Sénégal, au Nigeria, en Gambie, ou encore en Guinée équatoriale, qui est une ancienne colonie espagnole. |
| Belgique    | 250 000                       | |
| Pays-Bas    | 700 000                       | Immigrés ou descendants d'immigrés (première et seconde génération) venant de pays africains. |
| Allemagne   | 500 000                       | Les statistiques fondées sur l'origine ethnique sont interdites en Allemagne mais l'ISD (Initiative für Schwarze Deutsche, « Initiative pour les Allemands noirs ») estime le nombre d'Allemands noirs à 500 000. Cette source ne précise pas si ce nombre compte seulement les Noirs avec la nationalité allemande ou tous les Noirs résidant en Allemagne. |
| Portugal    | 150 000                       | Leurs origines remontent principalement aux anciennes colonies portugaises d'Afrique, en particulier le Cap-Vert, l'Angola, la Guinée-Bissau et des Brésiliens d'origine africaine. |
| Russie      | 100 000                       | Les Russes noirs sont majoritairement des descendants des esclaves africains qui furent déportés en Russie durant la période de l'Empire ottoman. Le tsar Pierre Ier de Russie les avait alors recommandés pour leur résistance à la tâche. La plupart sont maintenant des étudiants et des immigrants,.                                                     |
| Irlande     | 45 000                        | |
| Suède       | 60 000[citation nécessaire]   | |
| Suisse      | 85 000                        | Principalement originaires de la RDC, de l'Angola, du Cameroun mais aussi du Cap-Vert et de l'Afrique de l'Est. |